# Осада Кале (1596)
Осада Кале — осада испанскими войсками французского порта Кале в 1596 году в рамках Восьмой (и последней) Религиозной войны во Франции («Войны трёх Генрихов»), Англо-испанской войны (1585—1604) и Нидерландской революции
. Город перешел в испанские руки после короткой и интенсивной осады испанской армией под командованием эрцгерцога Альбрехта VII Австрийского, генерал-губернатора Испанских Нидерландов. Французские войска в крепости Кале сопротивлялись ещё несколько дней, но 24 апреля испанские войска во главе с доном Луисом де Веласко, графом Салазар, захватили крепость, достигнув полной победы. Этот успех положил начало военной кампании эрцгерцога Альбрехта в 1596 году.

## Предыстория
С 1562 года Франция была охвачена религиозными войнами, в которые регулярно вмешивались Испания в пользу Католической лиги (в частности, в рамках осады Парижа (1590) и Руана, сражения под Краоном и осады Блэ). Но только в 1595 году война между двумя странами была официально объявлена новым королем Франции Генрихом IV, который за год до этого перешел в католичество и был признан парижанами как король.
Генрих IV пытался отвоевать большую часть северной Франции у враждебных испано-французских католических сил. В 1595 году испанская армия во главе с графом Фуэнтесом захватила инициативу, завоевав большое количество французских городов, замков и деревень, в том числе Дуллан. Весной 1596 года французская армия во главе с Генрихом IV осадила Ла-Фер, который контролировался Католической лигой.
После смерти в Брюсселе эрцгерцога Эрнста Австрийского 20 февраля 1595 года Филипп II Испанский отправил Альбрехта VII Австрийского, чтобы тот стал преемником своего старшего брата на посту генерал-губернатора Испанских Нидерландов. Граф Фуэнтес должен был замещать эрцгерцога до его приезда. Альбрехт вступил в Брюссель 11 февраля 1596 года, и его первым приоритетом стал разгром армии Генриха IV. 29 марта Альбрехт покинул Брюссель и отправился в Валансьен, где встретился с силами испанской армии Фландрии, и вступил во Францию в конце марта, но вместо того, чтобы отправиться спасать Ла-Фер, он повернул к Кале, куда прибыл 8 апреля.

## Осада

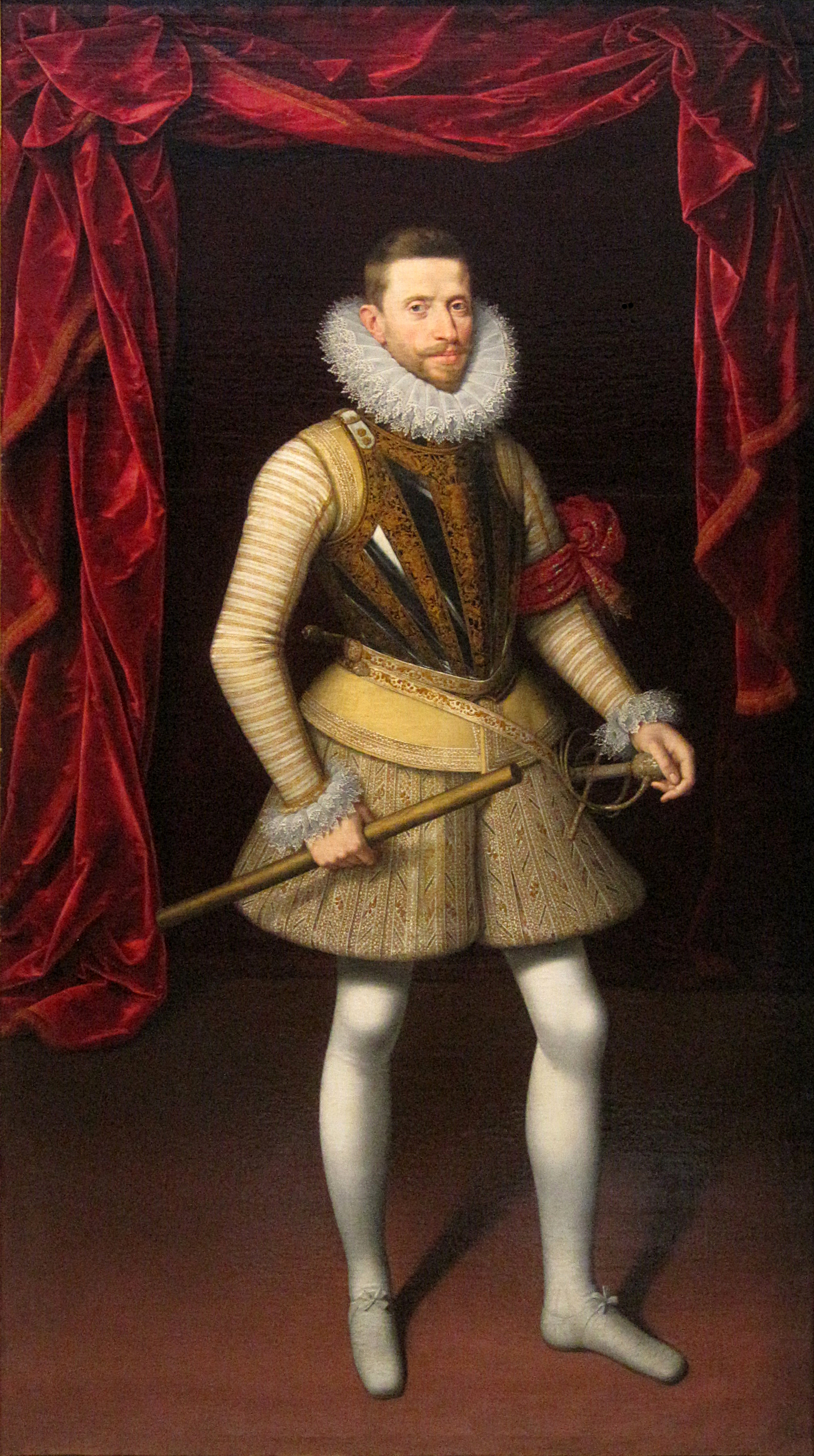
Альбрехт VII Австрийский

Французские войска в Кале, состоящие из отрядов гугенотов и английских наемников, посланных королевой Елизаветой I из Англии в поддержку Генриха IV, были застигнуты врасплох испанскими силами эрцгерцога Альбрехта. Генрих был близок к захвату Ла-Фера, Пикардия, и не мог себе позволить перебросить войска к Кале, а его английские и голландские союзников были слишком медлительны. Королева Елизавета отправила своего фаворита, сэра Роберта Деверё, графа Эссекса, с 6000-8000 солдат, чтобы поддержать англо-французских защитников Кале, но королева потребовала у Генриха, чтобы Кале вернулся в английские руки после снятия осады. Однако пока два монарха обсуждали эти условия, превосходные манёвры испанских войск сделали невозможной английскую помощь. Другой союзник Генриха, Мориц Оранский, узнав об осаде Кале, поспешил подготовить армию и флот для спасения города, но город пал на следующий день после отплытия голландских кораблей.

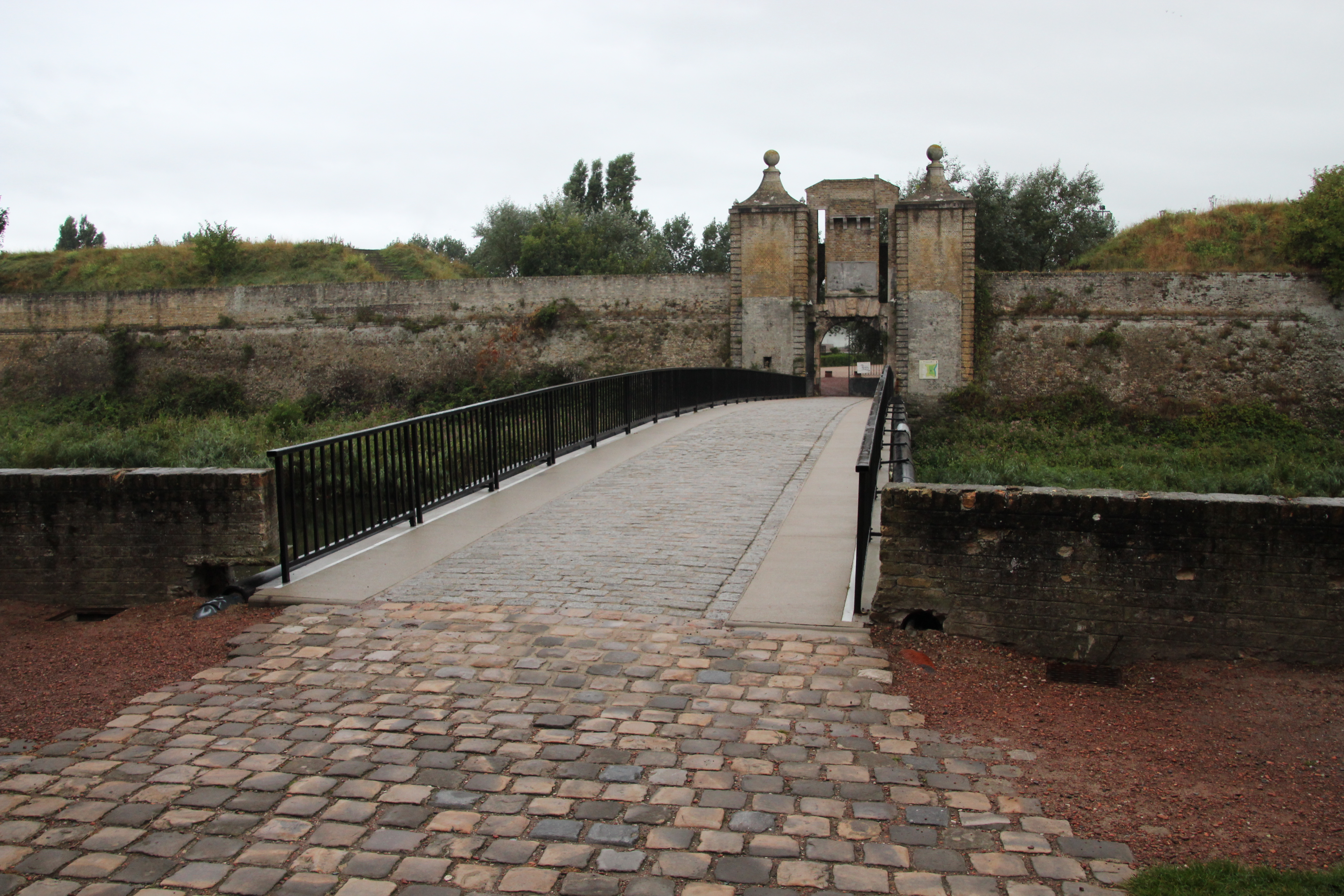
Ворота Нептуна, цитадель Кале.

Город попал в руки испанцев после десяти дней осады, после чего только цитадель оставалась во французских руках. Французский генерал Франсуа III д’Орлеан-Лонгвиль пытался прорвать блокаду по морю и помочь городу поставками и свежими войсками, но был остановлен испанской артиллерией. Наконец, Генрих IV, осознавая важность потери одного из портов Франции (еще 3 августа 1347 года Кале был завоеван Эдуардом III во время Столетней войны, став сильным английским бастионом во Франции. Город был отвоеван французской армией под командованием Франсуа де Гиза 8 января 1558 года), с большой частью своего войска решил идти на выручку Кале.
В среду 24 апреля испанские войска под командованием дона Луиса де Веласко штурмовали цитадель. Обе стороны сражались с большим мужеством, но французские силы не смогли противостоять мастерству и опыту профессиональной армии испанцев и валлонов. Французы потеряли тысячи солдат в нападении, и большая их часть была взята в плен. Испанцы потеряли около 200 убитых и раненых. Губернатор Кале сеньор де Видессан и некоторые из его капитанов были казнены. В цитадели испанцы захватили, помимо всего прочего, большое количество золотых и серебряных монет, лошадей, а также пороха и боеприпасов. С захватом крепости весь город оказался под контролем Испании, и надежды Генриха IV на спасение города рассеялись.

## Последствия

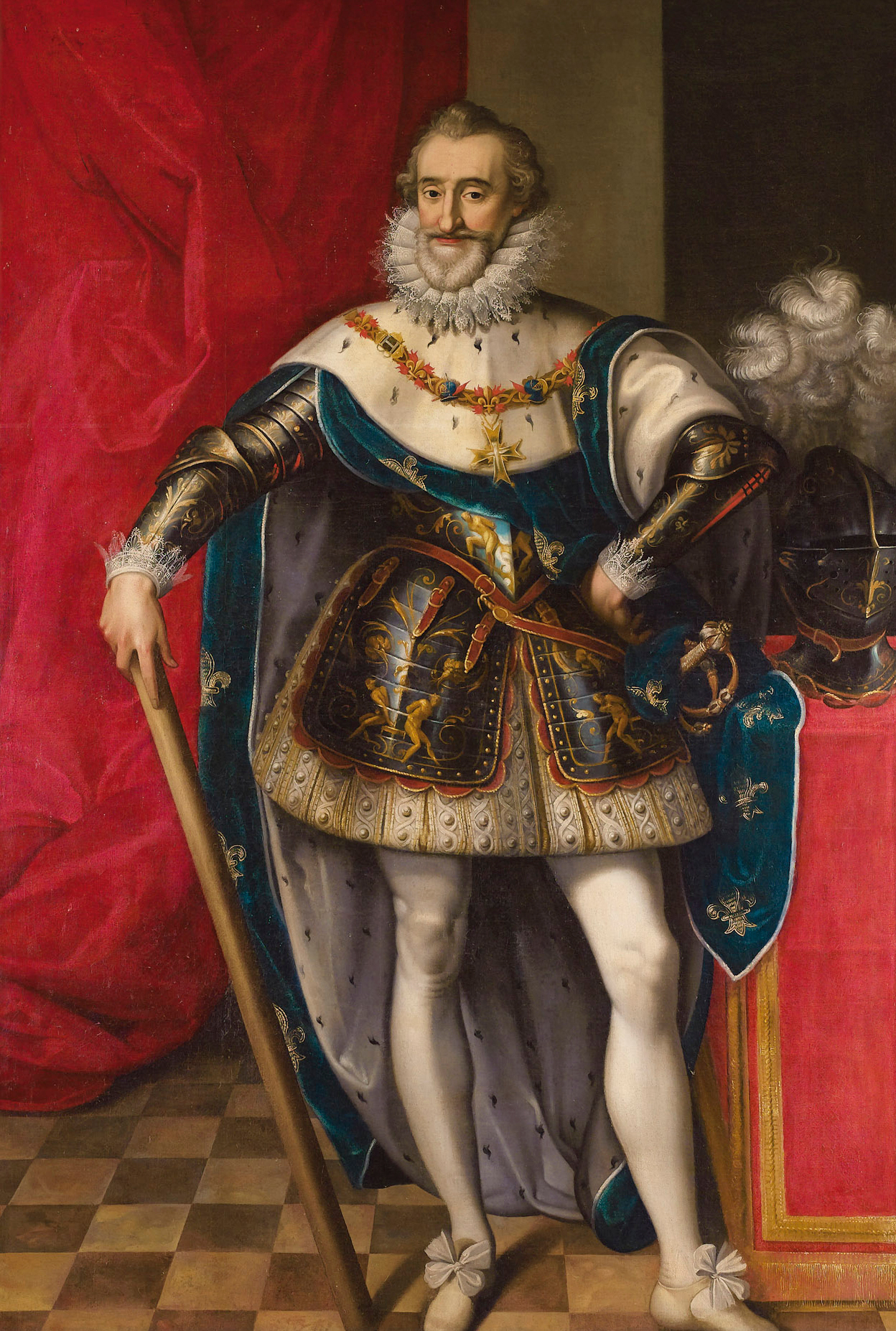
Генрих IV.

Завоевание Кале испанской армии под руководством эрцгерцога Альбрехта стало оглушительный победой и серьёзным ударом по Генриху IV и его союзникам-протестантам. Кале имел стратегическое значение, его захват дал Испанию отличный порт для контроля над Ла-Маншем, наряду с Дюнкерком. Оставив в крепости сильный гарнизон, Альбрехт продвинулся с армией к ближайшей французской крепости Ардр. Французские защитники оказали упорное сопротивление, но 23 мая были вынуждены сдаться ввиду явного превосходства испанских сил. За день до испанского захвата Ардра Ла-Фер, наконец, попал в руки Генриха IV после почетной капитуляции франко-испано-католических войск под командованием дона Альваро де Осорио. Следующей мишенью Альбрехта был Хюльст на голландском фронте. В середине июля было начато наступление на город, и чуть больше чем через месяц Хюльст капитулировал перед испанцами, несмотря на усилия Морица Оранского спасти город.
Кале находился под испанским контролем в течение двух лет, пока он не был передан Испанией французам после Вервенского мира в 1598 году.